# Aphanius burduricus
Aphanius sureyanus là một loài cá thuộc họ Cyprinodontidae. Nó là loài đặc hữu của hồ Burdur, một hồ nước mặn ở tây nam Thổ Nhĩ Kỳ.